# ExpressCard

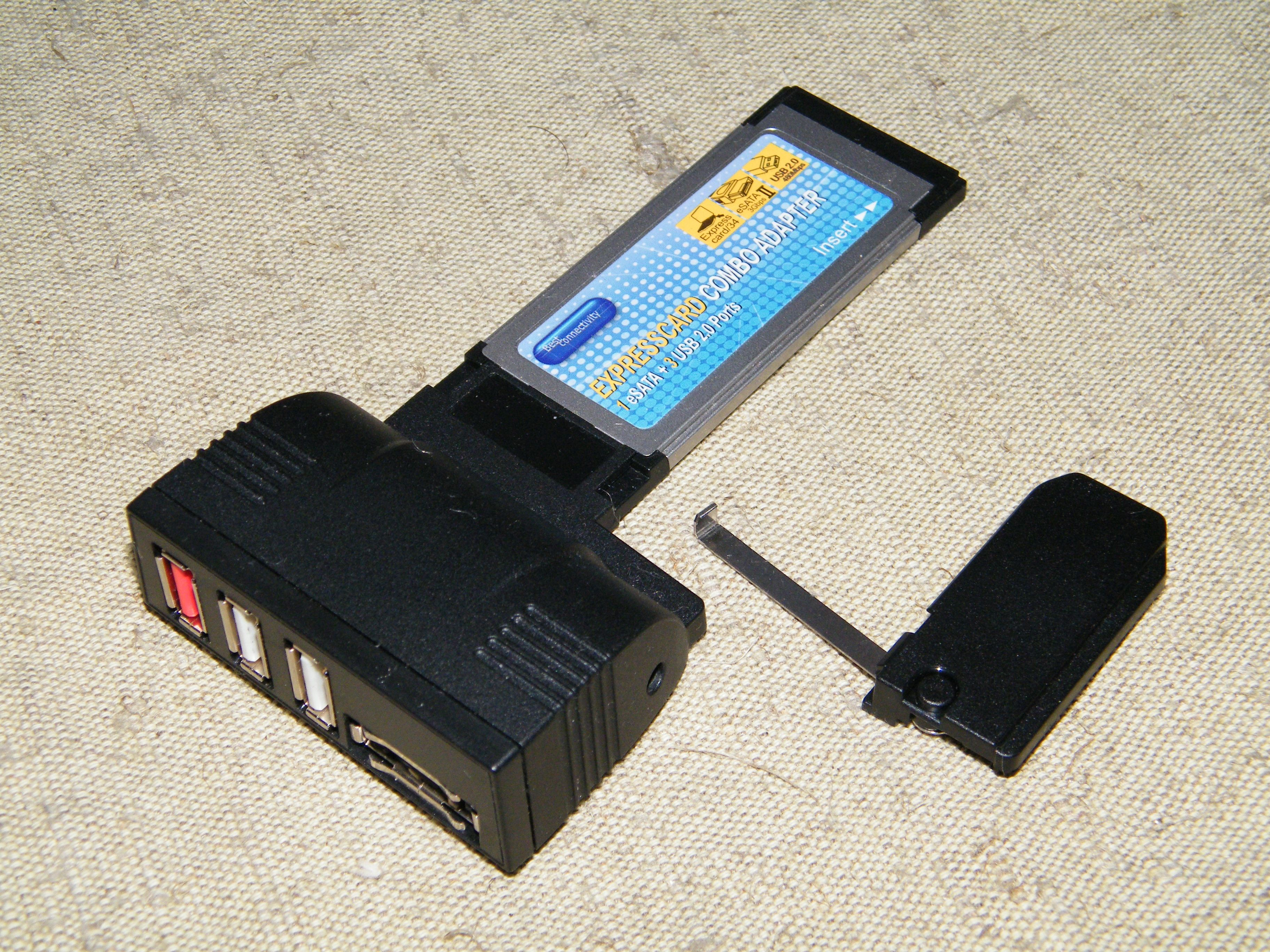
ExpressCard на 34 мм с переходником на 54 мм. Предназначен для подключения трёх устройств USB и одного SATA

ExpressCard (ранее NEWCARD) — интерфейс, позволяющий подключать к компьютеру (обычно ноутбуку) периферийные устройства. Стандарт ExpressCard описывает устройство слотов, встроенных в компьютер, а также карт, которые могут быть туда вставлены. Карта состоит из электронной схемы и разъёма, через который осуществляется подключение. Стандарт ExpressCard пришел на смену стандарту PC Card, также известному как PCMCIA и CardBus. Производители начали массово оборудовать ноутбуки слотами ExpressCard примерно с середины 2005 года.
Устройства на базе ExpressCard включают в себя жесткие диски, различные модемы, беспроводные адаптеры и многое другое.
Стандарт потерял актуальность с распространением USB 3.0, но вышел из употребления несколько раньше, чем последний получил широкое распространение.

## Стандарты

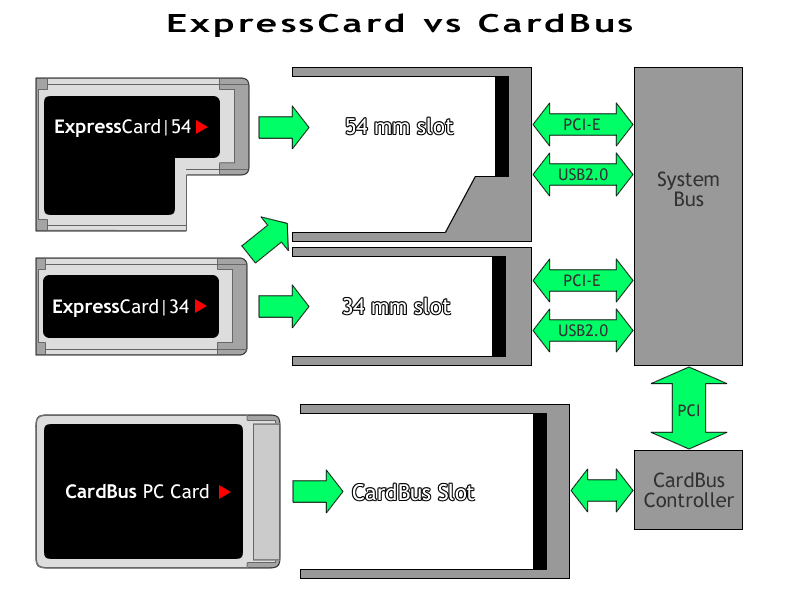
Сравнение схем работы ExpressCard и CardBus

Сравнение форм-факторов ExpressCard и PC Card

Стандарт ExpressCard, так же, как и PC Card, был разработан Международной Ассоциацией компьютерных карт памяти (Personal Computer Memory Card International Association, PCMCIA). Компьютер с ExpressCard поддерживает соединение как через шину PCI Express, так и посредством USB 2.0. Карты могут быть разработаны для использования того или иного режима, а также обоих одновременно. Карты поддерживают возможность горячей замены.
По определению ITU-T это открытый стандарт, который можно получить на странице ExpressCard в интернете. По данным на 2009 год документация бесплатна для членов PCMCIA, для всех остальных цена составляет 2500 долларов США.

## Форм-факторы
Стандарт ExpressCard определяет два форм-фактора:
- ExpressCard/34 (34 мм шириной)
- ExpressCard/54 (54 мм шириной, L-образной формы)

Стандартные карты имеют длину 75 мм и толщину 5 мм. Однако карты могут быть толще в той части, которая не вставляется в сам слот.
В 34-мм слоты можно вставить только 34-мм карту, а в 54-мм слот можно вставить как 54-мм карту, так и 34-мм. Для этого в задней части слота сделана диагональная направляющая.

## Сравнение с другими форматами

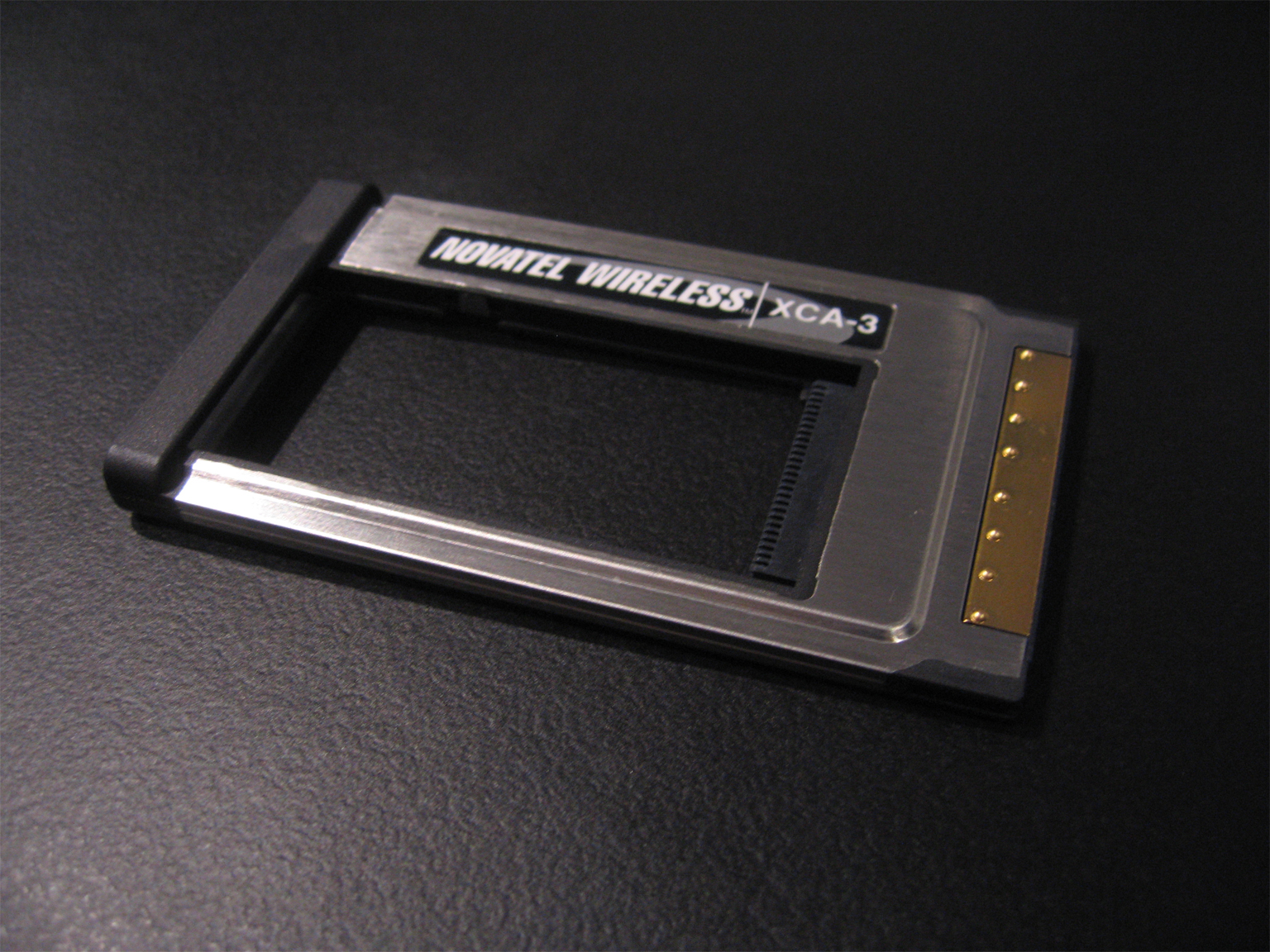
Переходник для подключения ExpressCard в разъём PCMCIA

Ранние карты PC Card были 16-битными, затем появились 32-битные карты CardBus (ExpressCard можно подключить к слоту CardBus через адаптер). Основным преимуществом ExpressCard перед CardBus является бо́льшая пропускная способность из-за прямого подключения к системной шине через линию PCI Express x1 (2 Гбит/с) или USB 2.0 (480 Мбит/с), в то время как CardBus соединялся со специальным контроллером, а уж затем по PCI-интерфейсу (1,04 Гбит/с) с системной шиной. В стандарте ExpressCard используется напряжение 1,5 В или 3,3 В, в CardBus либо 3,3 В, либо 5 В. ExpressCard дешевле, обладает лучшей масштабируемостью и интеграцией с технологиями чипсетов материнских плат.
Во время появления стандарта PC Card единственным способом подключения периферии к ноутбуку было использование последовательного или параллельного портов, сильно ограниченных по скорости передачи данных. Так что PC Card получил большое распространение. В свою очередь, когда увидел свет стандарт ExpressCard, уже существовал интерфейс USB 2.0, под который уже выпускалось большинство периферийных устройств. Из-за этого ExpressCard не получил такого распространения, как в своё время PC Card.

## Применение

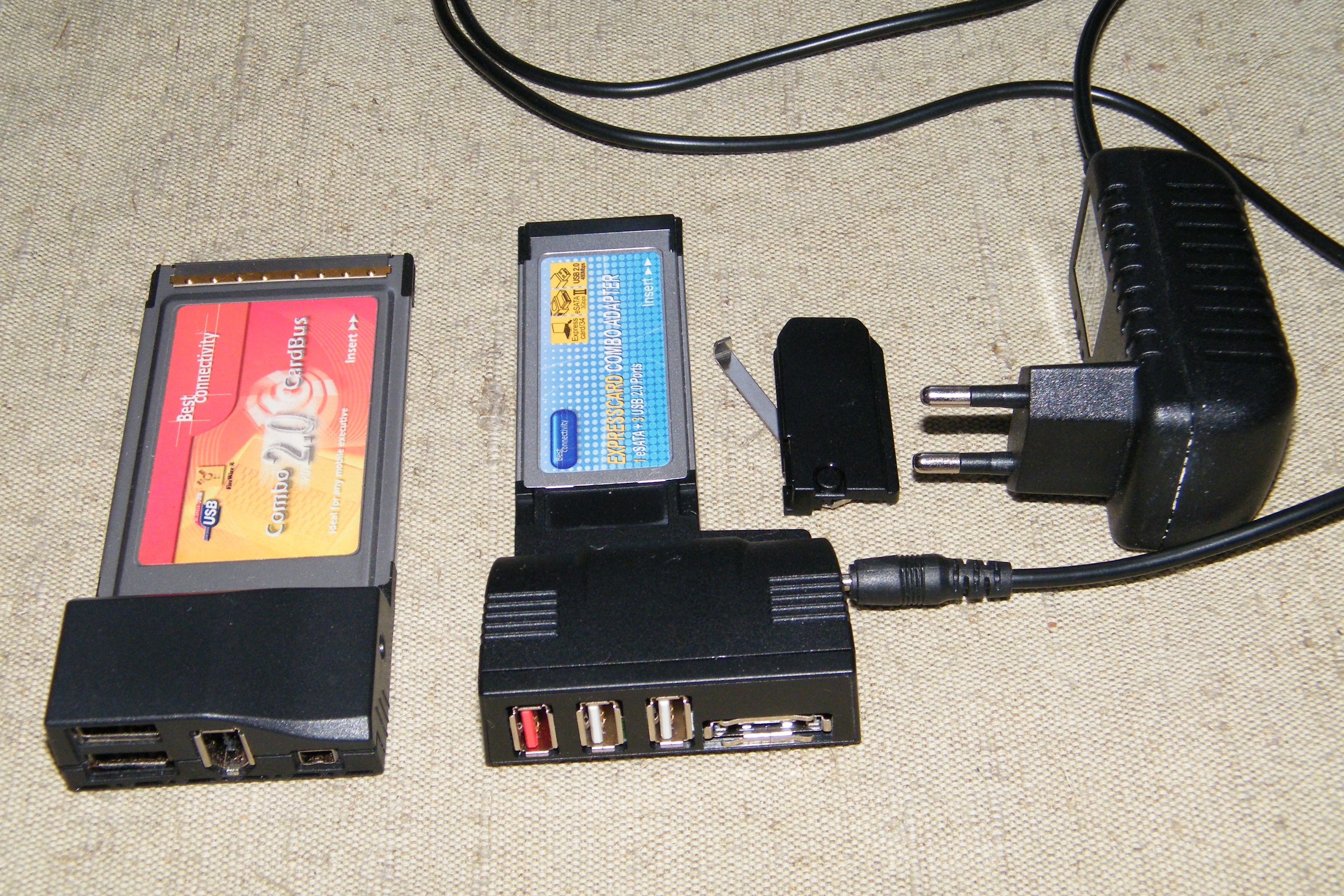
CardBus и ExpressCard на 34 мм с переходником на 54 мм. Питание подключаемых устройств с большим энергопотреблением может производиться от сетевого блока питания

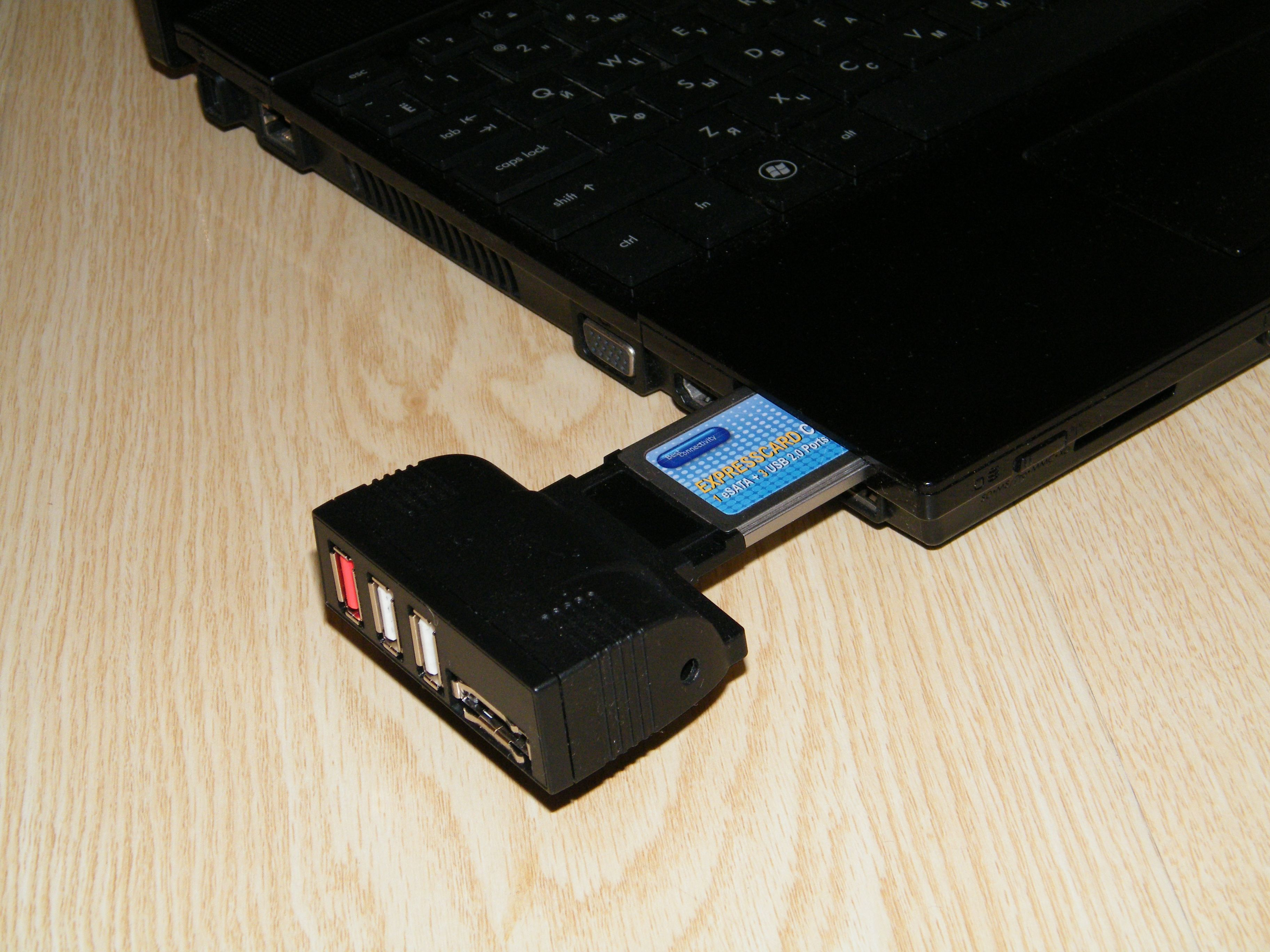
ExpressCard на 34 мм вставляется в ноутбук

На февраль 2011 года ExpressCard применяется для подключения:
- Плат SSD-накопителей
- Контроллеров 1394/FireWire (iLINK)
- Док-станций
- Измерительных приборов
- Оперативной памяти
- Адаптеров карт памяти (CompactFlash, Memory Stick, Secure Digital, xD-Picture Card и т. д.)
- Компьютерных мышей
- Сетевых адаптеров
- Параллельных портов
- Адаптеров PC Card/PCMCIA
- Расширений PCI
- Расширений PCI Express
- Дистанционного управления
- Контроллеров SATA
- Последовательных портов
- Считывателей смарт-карт
- ТВ-тюнеров
- Контроллеров USB
- Беспроводных сетевых адаптеров Wi-Fi
- Беспроводных широкополосных интернет-адаптеров (3G, CDMA, EV-DO, GPRS, UMTS и т. д.)

## ExpressCard 2.0. Конец эпохи
Стандарт ExpressCard 2.0 был представлен на выставке CeBIT 4 марта 2009 года. Ожидалось, что он будет обладать той же пропускной способностью, что и USB 3.0 (5 Гб/с) и поддерживать работу с PCI Express 2.0 и USB 3.0. Модули ExpressCard 2.0 должны были быть полностью совместимы со слотами ExpressCard и наоборот.
Однако стандарт не выдержал конкуренции с USB 3.0, и серийных устройств ExpressCard 2.0 так и не было выпущено. Организация PCMCIA прекратила своё существование. Поддержкой стандартов PC Card и ExpressCard теперь занимается USB Implementers Forum.